# The Lone Deranger
A The Lone Deranger Hallucinogen angol zenész goa trance albuma, amely  1997-ben jelent meg a Twisted Records kiadónál. Az album címe szójáték (a The Lone Ranger tévé- és rádióműsor volt az 1930-as években).

## Számlista
1. "Demention"
2. "Snakey Shaker"
3. "Trancespotter"
4. "Horrorgram"
5. "Snarling (Remix)"
6. "Gamma Goblins Part 2"
7. "Deranger"
8. "Jiggle of the Sphinx"

## Fordítás
Ez a szócikk részben vagy egészben  a   The Lone Deranger című angol Wikipédia-szócikk fordításán alapul.  Az eredeti cikk szerkesztőit annak laptörténete sorolja fel. Ez a jelzés csupán a megfogalmazás eredetét és a szerzői jogokat jelzi, nem szolgál a cikkben szereplő információk forrásmegjelöléseként.